# Melaniparus leuconotus
Melaniparus leuconotus е вид птица от семейство Paridae.

## Разпространение
Видът е разпространен в Еритрея и Етиопия.